# Saint-Ay
Saint-Ay [sɛ̃ti] ist eine französische Gemeinde mit 3691 Einwohnern (Stand: 1. Januar 2022) im Département Loiret in der Region Centre-Val de Loire; sie gehört zum Arrondissement Orléans und zum Kanton Meung-sur-Loire. Die Einwohner werden Agyliens genannt.

## Geographie
Saint-Ay liegt etwa zehn Kilometer westlich von Orléans an der Loire. Umgeben wird Saint-Ay von den Nachbargemeinden Huisseau-sur-Mauves im Norden und Westen, Chaingy im Norden und Nordosten, Maraux-aux-Prés im Süden und Osten sowie Meung-sur-Loire im Südwesten.
Der Bahnhof von Saint-Ay liegt an der Bahnstrecke Paris–Bordeaux. Durch die Gemeinde führt die Autoroute A10.

## Bevölkerungsentwicklung
| Jahr                       | 1962 | 1968 | 1975 | 1982 | 1990 | 1999 | 2006 | 2011 | 2018 |
| Einwohner                  | 1061 | 1138 | 1463 | 3000 | 2978 | 2966 | 2986 | 3147 | 3507 |
| Quellen: Cassini und INSEE |      |      |      |      |      |      |      |      |      |

## Sehenswürdigkeiten
- Kirche Saint-Ay aus dem 12. Jahrhundert; die Gruft soll die Reliquien des Heiligen Agylus (Saint Ay) enthalten
- Schloss Voisins, Reste der Zisterzienserinnenabtei Voisins, die im 19. Jahrhundert zerstört wurde, mit Herboretum; die Abtei wurde 121' errichtet und 1778 geschlossen

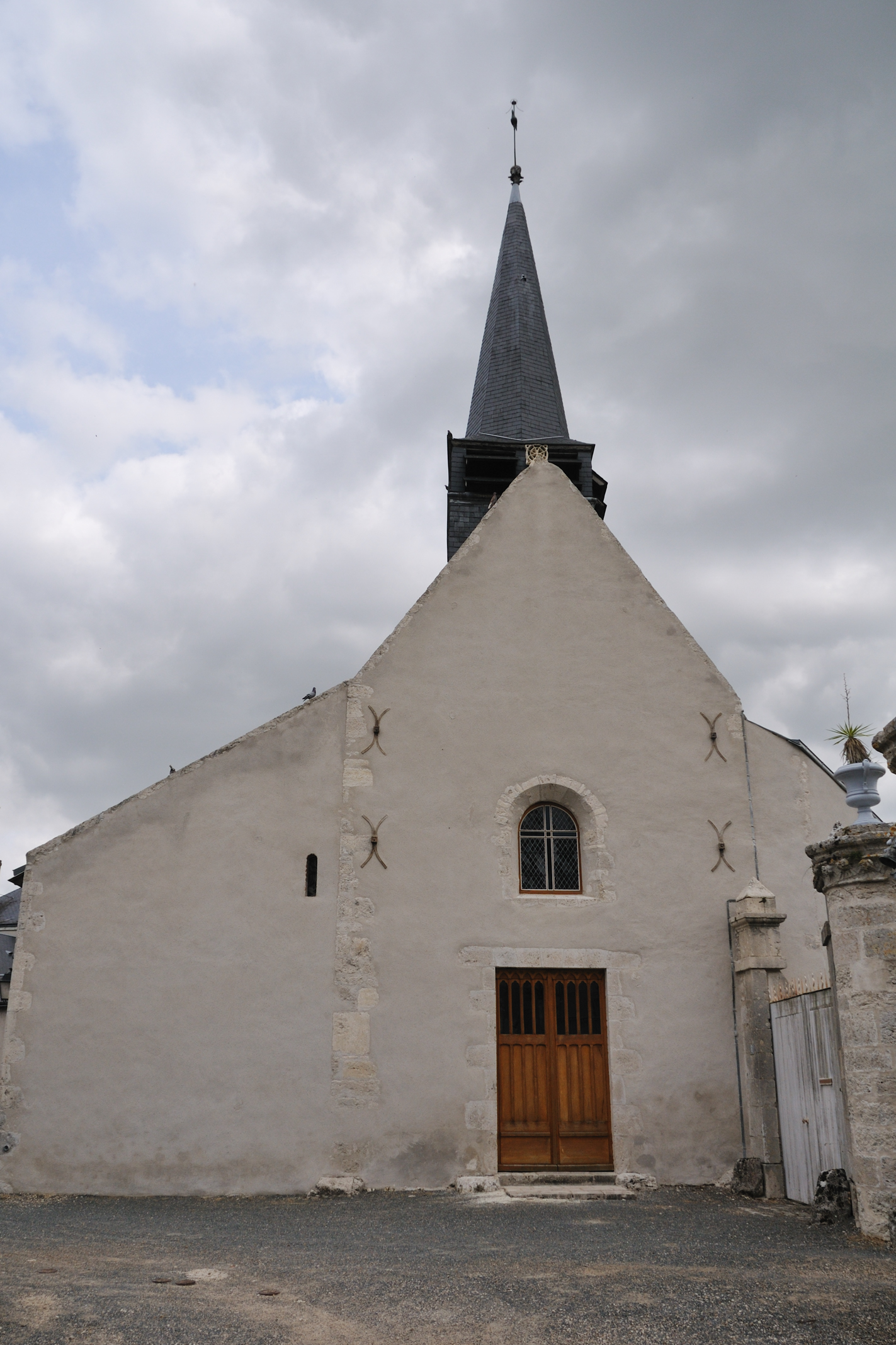
Kirche Saint-Ay

- Loiretal (UNESCO-Welterbe)